# ماجي كيو
مارجريت دنيس كويغلي، تعرف بماجي كيو (بالإنجليزية: Maggie Q), مواليد 22 مايو 1979) هي ممثلة أمريكية وعارضة أزياء سابقة. لعبت دور البطلة في مسلسل الآكشن والإثارة التلفزيوني نيكيتا.

## نشأتها
كيو ولدت ونشأت في هونولولو، هاواي. والدها يعمل للحكومة، وهو أميركي من اصل أيرلندي وبولندي. والدتها تعمل على ملعب للجولف، وهي مهاجرة فيتنامية أتت إلى الولايات المتحدة بدون مال، ولا تتحدث اللغة الإنجليزية. التقى والداها حين كان والدها متمركز في فيتنام خلال الحرب. كبرت كيو مع أربعة أشقاء.
كيو حضرت مدرسة ميليلاني وايينا الابتدائية ومدرسة يلر المتوسطة. وأيضا حضرت مدرسة ميليلاني الثانوية، عندما كانت تعبر البلاد، مع فرق سباقات المضمار والميدان، السباحة. حصلت على لقب «أفضل بود» في الفصل الدراسي الأخير، وتخرجت من مدرسة ميليلاني للثانوية في عام 1997.

## مسيرتها المهنية

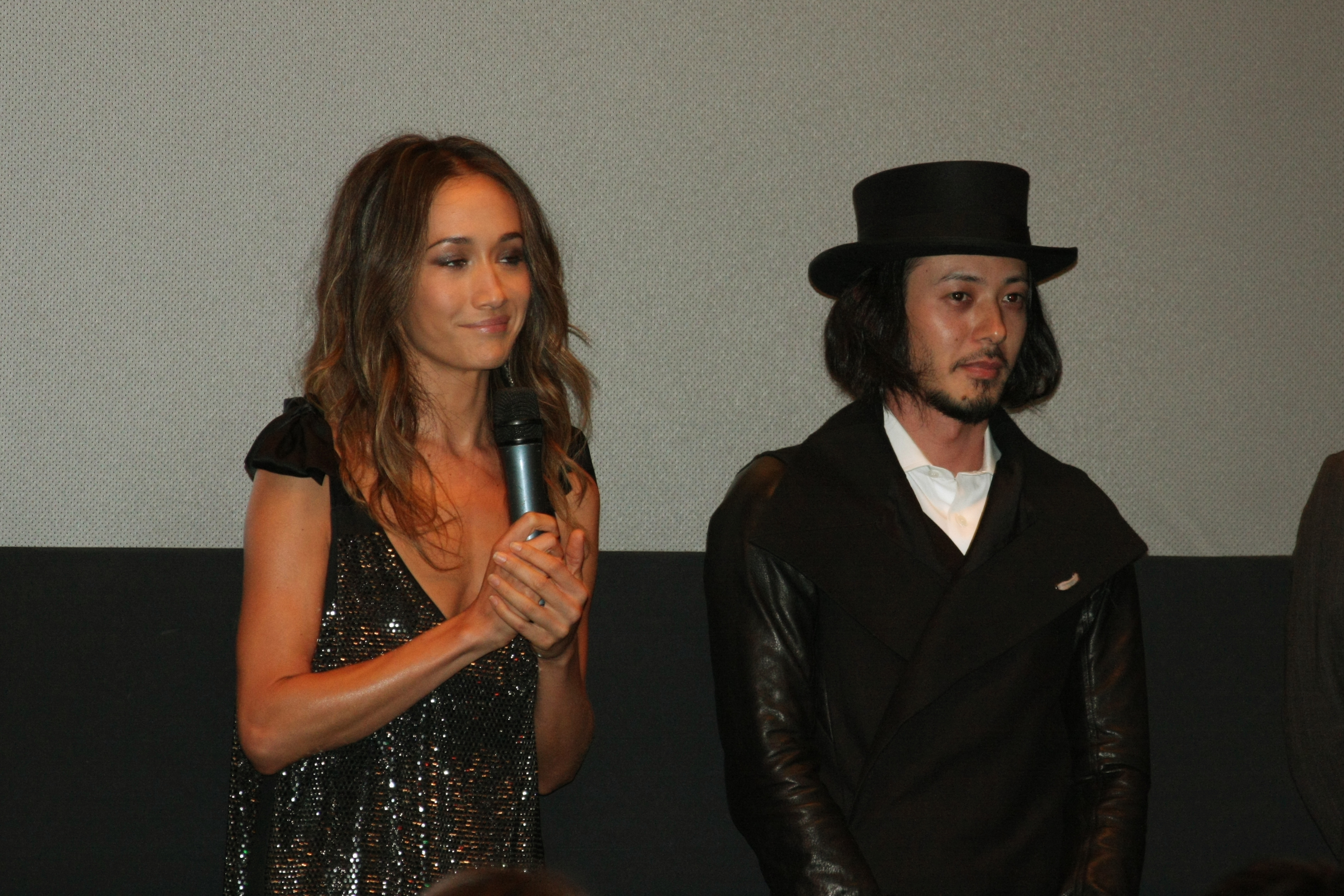
ماجي مع الممثل جو اوداغيري في العرض العالمي الأول للمحارب والذئب 2009

باقتراح من أحد الأصدقاء، بدأت كيو مهنة عرض الأزياء في طوكيو في سن ال 17، قبل أن تتخذ خطوة غير ناجحة لتايبيه، وأخيرا حاولت في هونغ كونغ. وقالت إنه لم يكن الأمر سهلا بالنسبة لها: «كان لدي عشرين دولار في جيبي. أعني، فعلت حرفيا الشيء نفسه الذي فعلته والدتي عندما غادرت فيتنام... لم تتكلم اللغة... ليس لديها المال.» ولكن، كان هذا في هونغ كونغ، عندما اختارها جاكي شان، لأن رأى بها إمكانية أن تكون نجمة أكشن. تدريبه المكثف لها علمها على أهمية الاحتراف والقيام دائما بأعمالها المثيرة الخاصة. قالت كيو فيما بعد، «لم يسبق لي أن فعلت يوم واحد من فنون الدفاع عن النفس في حياتي عندما بدأت في العمل. لم أستطع حتى لمس أصابع قدمي.»
في عام 1998، بدأت مهنتها بالتمثيل في الدراما التلفزيونية بيت التنين، الذي كان ناجح بشكل كبير في آسيا. في عام 2000، قدمت كيو أول فلم لها بدور آنا في فلم الرعب عارضة من الجحيم، وأصبحت نجمة بدورها كوكيلة مكتب التحقيقات الفدرالي جين كويغلي في فلم الأكشن والإثارة Gen-Y Cops في العام نفسه. ظهورها في Gen-Y Cops أعجب جاكي شان كثيراً ليجعلها ضمن طاقم الممثلين في مانهاتن منتصف الليل وساعة الازدحام 2.
في عام 2002، تألقت بدور الفنانة العسكرية القاتلة شارلين تشينج في فلم الأكشن عارية من الأسلحة. في عام 2005، لعبت كيو دور هارموني في المسلسل المصغر التلفزيوني الألماني السنغافوري بيت هارموني, بجوار فن وونغ. في نفس العام أيضاً شاركت في إنتاج فلم علاج الحيوان الوثائقي كائن أرضي بواسطة خواكين فينيكس.
في 2006، تألقت بجانب توم كروز في مهمة مستحيلة 3. لعبت دور زهين، الأنثى الوحيدة في فريق قوة المهمات المستحيلة. في عام 2007، قامت بدور ماي لينه في فلم بروس ويليس داي هارد 4.0، الفلم الرابع من سلسلة أفلام داي هارد، وبدور ماجي في كرات من الغضب.

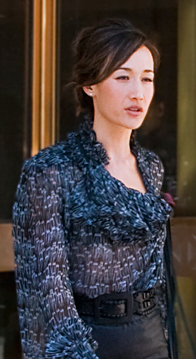
ماجي كيو في مهرجان تورونتو السينمائي الدولي 2009.

في 2008، لعبت كيو دور الخيالية تساو يينغ، حفيدة من امراء حرب تساو تساو في ثلاث ممالك: انبعاث التنين، أول أداء لها بالحلة الصينية القديمة. وفي نفس العام، ظهرت أيضاً في فلم الدراما/التشويق الخداع بطولة ايوان ماكجريجور وهيو جاكمان، وهي بدور تينا، استثمارية مصرفية التي تعرف شخصية جاكمان إلى الحصري المجهول قائمة نادي الجنس.
كيو أيضا نجمة في لعبة الفيديو في نيد فور سبيد امتياز نيد فور سبيد: السرية بدور المغرية الشخصية القيادية، الوكيلة الاتحادية تشيس لينه، التي هي لاعب الاتصال الوحيد لشرطة ثلاثي مدينة.
في عام 2010، أصبحت الشخصية القيادية، القاتلة الضالة عن الطريق، في المسلسل الجديد لقناة سي دبيلو، نيكيتا، تجديد لفلم/عنوان تلفزيون.

## حياتها الشخصية
كانت كيو نباتية لسنوات عديدة، وقد ظهرت عارية في إعلانين تقريبا لـ بيتا آسيا-المحيط الهادئ. وكانت أيضا المسؤولة عن إزالة
جميع الفراء الحقيقية من الخزانة من موقع تصوير فلم ثلاث ممالك: انبعاث التنين. في عام 2008، سميت ماجي كيو «شخصية العام» من بيتا آسيا-المحيط الهادئ. في نفس العام، صنفتها المنظمة أيضا كواحدة من «أفضل المشاهير أناقة» من عام 2008.
واعدت كيو سابقاً دانيال وو الذي كان ضمن طاقم الممثلين في فلم عارية من الأسلحة. وأيضا واعدت العارض والممثل الكوري دانييل هيني. لديها ثلاث أوشام، واحد من العنقاء في وركها، التي قالت انها اضطرت إلى اخفائه عن معظم أدوارها إلا نيكيتا. وكيو أيضا صمة في أذن واحدة، لأن طبلة أذنها انفجرت في حيلة متفجرة. وهي تعيش في لوس انجليس، كاليفورنيا، مع كلابها السبعة المنقوذة.

## التلفزيون
| السنة       | العنوان    | الدور           |
| ----------- | ---------- | --------------- |
| 1998        | بيت التنين | ديفاين          |
| 2005        | كائن أرضي  | شاركة في إنتاجه |
| 2010 - 2013 | نيكيتا     | نيكيتا          |

## الأفلام
| السنة | العنوان                   | الدور             | ملاحظة                                         |
| ----- | ------------------------- | ----------------- | ---------------------------------------------- |
| 2000  | عارضة من الجحيم           | آنا               |                                                |
| 2000  | Gen-Y Cops                | جين كويغلي        |                                                |
| 2001  | مانهاتن منتصف الليل       | سوزان وهوب (توأم) |                                                |
| 2001  | ساعة الازدحام 2           | الفتاة في السيارة |                                                |
| 2002  | عارية من الأسلحة          | شارلين تشينج      |                                                |
| 2003  | مثيري الشغب               | كلاري             |                                                |
| 2004  | رايس رابسودي              | جيجي              |                                                |
| 2004  | حول العالم في 80 يوما     | عميلة سرية        |                                                |
| 2004  | سحر المطبخ                | مي                |                                                |
| 2005  | بيت هارموني               | هارموني           |                                                |
| 2005  | فرقة التنين               | يوت               |                                                |
| 2005  | مسجلة                     | ماغي              |                                                |
| 2006  | مهمة مستحيلة 3            | تشن لى            | جوائز التميز الآسيوية أفضل ممثلة مساندة للفيلم |
| 2006  | ذا كاونتنج هاوس           | جاد               |                                                |
| 2007  | داي هارد 4.0              | ماي لينه          |                                                |
| 2007  | كرات من الغضب             | ماغي ونغ          |                                                |
| 2007  | ذا كاونتنج هاوس           | جاد               |                                                |
| 2008  | ثلاث ممالك : قيامة التنين | تساو يينغ         |                                                |
| 2008  | الخداع                    | تينا              |                                                |
| 2008  | نيد فور سبيد: السرية      | تشيس لينه         | لعبة فيديو                                     |
| 2009  | المحارب والذئب            | هران المرأة       |                                                |
| 2009  | نيويورك، أحبك             | جانيس تايلور      | على انفصال "إيفان آتال"                        |
| 2009  | العملية : نهاية اللعبة    | الكاهنة العليا    |                                                |
| 2010  | ملك المقاتلين             | مي شيرانوي        |                                                |
| 2011  | الكاهن                    | الكاهنة           |                                                |

## روابط خارجية
- ماجي كيو على موقع IMDb (الإنجليزية)
- ماجي كيو على موقع ميتاكريتيك (الإنجليزية)
- ماجي كيو على موقع روتن توميتوز (الإنجليزية)
- ماجي كيو على موقع قاعدة بيانات الأفلام العربية
- ماجي كيو على موقع ألو سيني (الفرنسية)
- ماجي كيو على موقع تيرنر كلاسيك موفيز (الإنجليزية)
- ماجي كيو على موقع أول موفي (الإنجليزية)
- ماجي كيو على موقع قاعدة بيانات الأفلام السويدية (السويدية)
- ماجي كيو على موقع إن إن دي بي (الإنجليزية)
- ماجي كيو على موقع قاعدة بيانات الفيلم (الإنجليزية)
- ماجي كويغلي في دليل عارضة الأزياء